# Jean-Claude Polack
Pour les articles homonymes, voir Polack.
Jean-Claude Polack, né en 1936, est un psychiatre et psychanalyste français.

## Biographie
Durant ses années d'études, il est membre de l'Union nationale des étudiants de France (UNEF) et de l'Union des étudiants communistes (UEC). Il préside notamment l'Association générale des étudiants en Médecine de Paris. Il fréquente alors les réunions de La Voie communiste, journal d’une fraction clandestine du Parti communiste. Lors des congrès de 1962 (Reims) et 1963 (Dijon) il est candidat à la présidence de l'UNEF avec le soutien de la Fédération des groupes d'études en Lettres, mais est battu par Jean-Claude Roure puis Michel Mousel.
Il travaille ensuite une douzaine d'années aux côtés de Jean Oury et de Felix Guattari à la clinique de La Borde. Au cours de ces douze années, sa pratique lui donne à vivre l'expérience des  « relations conflictuelles et tendues entre la psychothérapie institutionnelle, la schizo-analyse et l’antipsychiatrie ». 
Il a exercé dans un collectif d'analystes à Paris et animé pendant une dizaine d'années une association de malades psychotiques. Il est rédacteur en chef de la revue Chimères. Revue des schizoanalyses fondée en 1987 par Guattari et Gilles Deleuze et il a coréalisé un film sur François Tosquelles. Il est l'auteur de plusieurs études qui portent l'influence de son ami et collègue Guattari.
Jean-Claude Polack est aussi connu pour être un « un psychanalyste cinéphile ».

## Publications
- La Médecine du capital, Paris, Éditions F. Maspero, « Cahiers libres », 1971[5].
- avec Danielle Sivadon-Sabourin, La Borde ou le Droit à la folie, préfaces de Félix Guattari et Jean Oury, Paris, Calmann-Lévy, « L'Ordre des choses », 1976.  (ISBN 2-7021-0134-8)
- avec Danielle Sivadon, L'intime utopie : travail analytique et processus psychotiques, Paris, Presses universitaires de France, « Questions », 1991.  (ISBN 2-13-043776-1)
- contribution à La raison en feu ou La fascination du cinéma pour la folie, ouvrage coordonné par Carole Desbarats ; textes de François Angelier, Paul Bretécher, Carole Desbarats, Jean-Claude Polack, Saint-Sulpice-sur-Loire (Port de Vallée, 49320) ; ACOR, Association des cinémas de l'Ouest pour la recherche, 1999. Publié à l'occasion de la programmation « La raison en feu ou La fascination du cinéma pour la folie », organisée par l'ACOR.  (ISBN 2-9509871-3-3)
- Épreuves de la folie : travail psychanalytique et processus psychotiques, Ramonville-Saint-Agne, Éditions Érès, « Des travaux et des jours », 2006.  (ISBN 2-7492-0548-4)[6]
- L'obscur objet du cinéma: réflexion d'un psychanalyste cinéphile, Paris, Campagne-Première, 2009.
- De la psychothérapie institutionnelle à la schizo-analyse Gilles Deleuze et Felix Guattari, Paris, L'Harmattan, 2009,  (ISBN 978-2-296-06984-8) Présentation en ligne, site de L'Harmattan consulté le 18 décembre 2020 [lire en ligne]
- Politique(s) de l'inconscient. Essais pour une métapsychanalyse, érès, collection : Des Travaux et des Jours, 2020, Présentation sur le site des éditions érès, consulté le 7 décembre 2021 [lire en ligne], Consultation de l'ouvrage sur Cairn info [lire en ligne]